# Inge Meysel

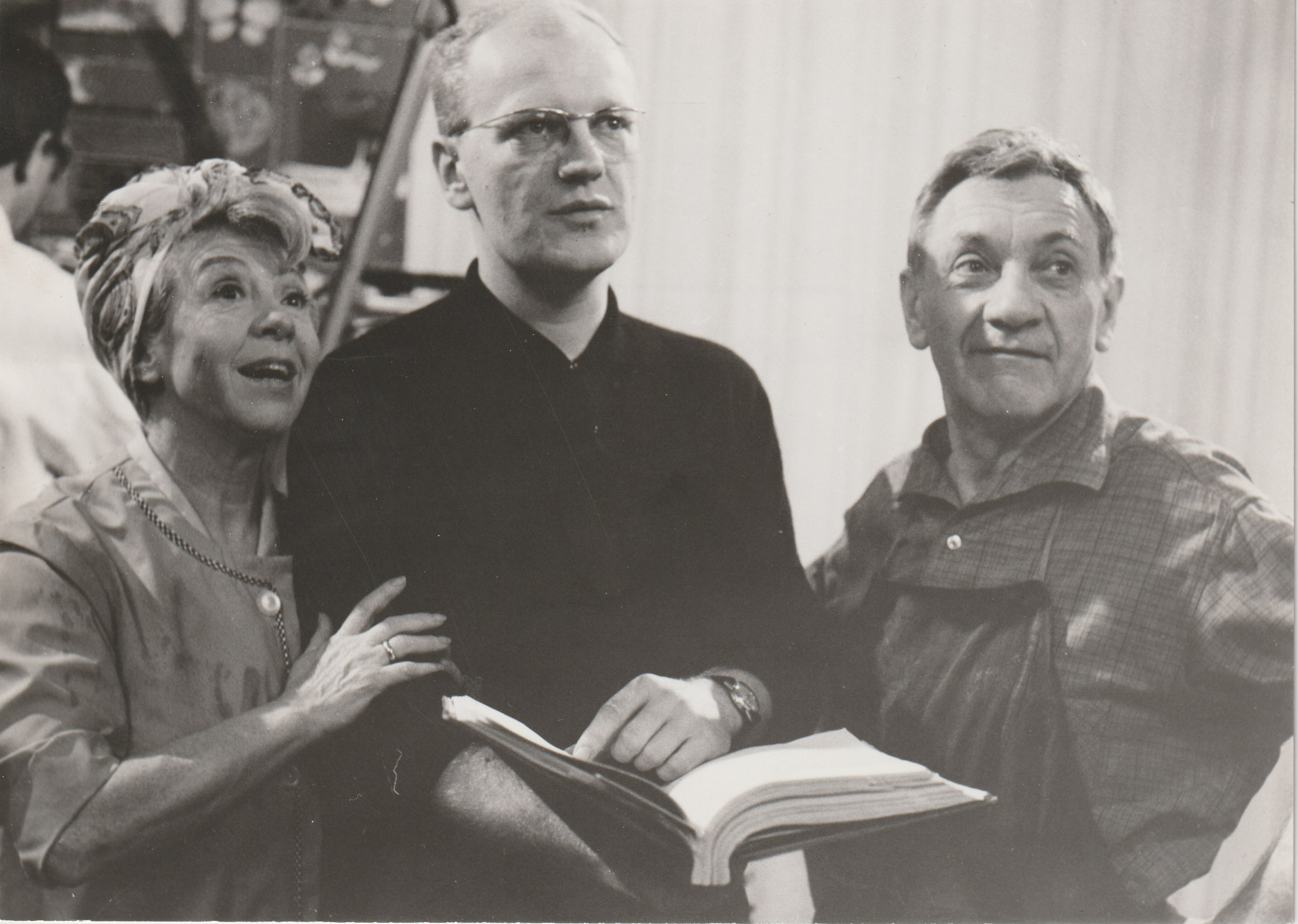
Inge Meysel (links) in 1964

Inge Meysel (Rixdorf (nu Berlin-Neukölln), 30 mei 1910 – Seevetal-Bullenhausen, 10 juli 2004) was een Duitse theater- en televisieactrice.

## Jeugd en opleiding
Inge Meysel was de dochter van de Duits-Joodse middenstander Julius Meysel en zijn Deense echtgenote Margarete Hansen. Op 17-jarige leeftijd beëindigde ze voortijdig haar school en begon in 1930 met haar theatercarrière in Zwickau, Berlijn en Leipzig. Ze stond voor de eerste keer op het podium op 3-jarige leeftijd in de opera Hänsel und Gretel als engel. Haar debuut was in 1930 in Zwickau bij de première van Etienne und Luise van Ernst Penzoldt. In de periode van 1933 tot 1945 had ze als halfjoodse een verbod tot optreden. Een religieuze bekentenis van de actrice is echter niet gedocumenteerd. Ze ging naar de vrije stad Danzig en werkte daar als telefoniste en technisch tekenaar. Haar vader werd onteigend en overleefde de periode tot 1945 in een schuilkelder, nadat hij met geluk een deportatie wist te ontlopen. Reinhard Heydrich persoonlijk gelastte zijn vrijlating als oorlogsslachtoffer van de Eerste Wereldoorlog. 

## Carrière
In 1945 kwam de toen 35-jarige Meysel bij Willy Maertens bij het Thalia Theater in Hamburg.
De rol, die haar in 1959 de bijnaam "Mutter der Nation" opleverde, was oorspronkelijk bedacht voor Grethe Weiser in het Berlijnse volksstuk Fenster zum Flur, waarin de portiersvrouw Anni Wiesner centraal stond. Vanaf de jaren 60 stond de televisie in het middelpunt van haar carrière. Bekend werd ze vooral door haar rol van Käthe Scholz in de tv-serie Die unverbesserlichen (1965 tot 1971). Ook door de tv-serie Gertrud Stranitzki (1965) werd haar populariteit steeds groter. In deze amusementsserie uit de pen van Curth Flatow speelde ze een kleermaakster, die zich niet alleen om haar man, maar ook om de medewerkers en klanten bekommerde. In 2004 was ze te zien als hoofdrolspeelster in een nieuwe aflevering van de politieserie Polizeiruf 110.

## Politieke- en andere activiteiten
Haar eerste openbare optreden had Inge Meysel met een toespraak tegen de doodstraf op een manifestatie van de Berlijnse Jungdemokraten. Aan het einde van de jaren 20 wisselde ze naar de Jungsozialisten. Ze was tevens een fervente naturiste.
In 1972 ondersteunde ze de kandidatuur van Willy Brandt en in 1978 behoorde ze met acht andere vrouwen tot de aanklaagsters in het zogenaamde sexisme-proces tegen de Stern. In 1981 weigerde ze het Bundesverdienstkreuz. Ze ondersteunde de strijd tegen aids door optredens bij benefietevenementen. Door haar open en directe aard was ze bij homo's en lesbiennes erg geliefd. In januari 1987 sprak ze in een interview over haar lesbische ervaring en liefdesrelatie met een vrouw. In 1991 trad ze voor het voetlicht als prominente bij de "Deutsche Gesellschaft für Humanes Sterben". Politiek zette ze zich jarenlang in voor de SPD, later ook voor de voormalige Bondsdagafgevaardigde Angela Marquardt, toenmalig lid van de PDS, nu SPD, die ze ondersteunde met geld voor een studie.

## Privéleven en overlijden
Inge Meysel leed sinds 2003 aan ouderdomsdementie, maar speelde desondanks in het voorjaar van 2003 in een aflevering van Polizeiruf 110 mee, waarin ze met 92 jaar de resolute oma Kampnagel vertolkte. In april 2004 liep ze een gecompliceerde breuk op van het rechterbovenbeen, die met een noodoperatie werd gestabiliseerd. Inge Meysel overleed op 10 juli 2004 op 94-jarige leeftijd in haar huis in Bullenhausen in Nedersaksen. Haar urn werd bijgezet op het kerkhof van Ohlsdorf in Hamburg naast haar in 1965 overleden echtgenoot John Olden.

## Onderscheidingen
In 1975 kreeg Inge Meysel van de toenmalige Berlijnse burgemeester Klaus Schütz als eerbetoon voor haar prestaties een waardevolle porseleinen schaal overhandigd uit de KPM. Enkele jaren later (1991) kreeg ze de Ernst Reuter-Plakette overhandigd.
Aan het langjarige woonhuis van de actrice in Berlin-Schöneberg liet de Berlijnse senaat op 10 juli 2014 een gedenksteen aanbrengen
- Elfmaal de Bravo Otto (zes keer goud, vier keer zilver en eenmaal brons) publieksprijs van het jeugdtijdschrift Bravo (1961–1972)
- Zesmaal de Bambi, mediaprijs van de Hubert Burda Medien (1968, 1970–1973, 1990)
- Goldener Bildschirm (1966)
- Goldene Kamera (1965 en voor het levenswerk 1999)
- Goldener Vorhang van de Berlijnse theaterclub Die Hebamme (1975/76)
- Silberner Bildschirm (1966 en 1967)
- Bundesverdienstkreuz (1981, de toekenning werd door Meysel geweigerd)
- Silbernes Blatt van de Dramatiker-Union (1985)
- Boy-Gobert-Preis: Ehrenmaske met briljanten
- Hamburger Medaille für Kunst und Wissenschaft (1990)
- Zilveren Ernst-Reuter-Plakette van de stad Berlijn (1991)
- Deutscher Fernsehpreis (2000)
- Telestar-Sonderpreis voor het levenswerk (1995)

## Filmografie (selectie)

### Bioscoop
- 1932: Großstadtnacht
- 1948: Liebe 47
- 1950: Meine Nichte Susanne
- 1950: Schatten der Nacht
- 1950: Taxi-Kitty
- 1950: Der Fall Rabanser
- 1951: Sensation in San Remo
- 1951: Engel im Abendkleid
- 1951: Die Dubarry
- 1951: Kommen Sie am Ersten
- 1952: Tanzende Sterne
- 1952: Die Stimme des Anderen
- 1955: Des Teufels General
- 1955: Wunschkonzert
- 1956: Uns gefällt die Welt
- 1956: Ein Mann muß nicht immer schön sein
- 1957: Dr. Crippen lebt
- 1958: Das Mädchen vom Moorhof
- 1958: Immer die Radfahrer
- 1958: Nasser Asphalt
- 1958: Bobby Dodd greift ein
- 1959: Rosen für den Staatsanwalt
- 1959: Liebe verboten – Heiraten erlaubt
- 1961: Im 6. Stock
- 1961: Blond muß man sein auf Capri
- 1961: Ihr schönster Tag
- 1964: Ein Frauenarzt klagt an
- 1981: Der rote Strumpf

### Televisie
- 1959: Kabale und Liebe

- 1960: Das Fenster zum Flur
- 1961: Schau heimwärts, Engel
- 1962: Der Biberpelz
- 1962: Der rote Hahn
- 1963: Stadtpark
- 1964: Eines schönen Tages
- 1964: Der Prozess Carl von O.
- 1965: Die eigenen vier Wände
- 1965–1971: Die Unverbesserlichen
- 1964: Die fünfte Kolonne - Tivoli (televisieserie)
- 1965–1967: Gertrud Stranitzki (televisieserie, 13 afleveringen)
- 1967: Wenn der junge Wein blüht
- 1969: Die Ratten
- 1969–1970: Ida Rogalski (televisieserie 13 afleveringen)
- 1969: Wehe dem, der erbt
- 1970: Keiner erbt für sich allein
- 1971: Kinderheim Sasener Chaussee (televisieserie, zes afleveringen)
- 1974: Orpheus in der Unterwelt
- 1974: Eine geschiedene Frau (televisieserie, 6 afleveringen)
- 1977: Endstation Paradies
- 1979: St. Pauli-Landungsbrücken (televisieserie)
- 1980: Bühne frei für Kolowitz
- 1981: Die kluge Witwe
- 1982: Ein Kleid von Dior
- 1983: Wie war das damals?
- 1984: Die Dame und die Unterwelt
- 1984: Wassa Schelesnowa
- 1984: Das Geschenk
- 1984: Mrs. Harris – Freund mit Rolls-Royce
- 1985: Grenzenloses Himmelblau
- 1985: Die Krimistunde - Der Gemeinschaftsanschluß
- 1985: Derrick - Schwester Hilde (televisieserie)
- 1986: Vertrauen gegen Vertrauen
- 1986: Mrs. Harris: Der geschmuggelte Henry
- 1987: Mrs. Harris fährt nach Moskau
- 1988: Neapel sehen und erben
- 1988: Spätes Glück nicht ausgeschlossen
- 1989: Mrs. Harris fährt nach Monte Carlo
- 1989: Ein Heim für Tiere (televisieserie)
- 1989: Der Alte - Der Augenblick der Rache (televisieserie)
- 1990: In inniger Feindschaft
- 1990: Die Richterin
- 1990: Kein pflegeleichter Fall
- 1991: Mrs. Harris und der Heiratsschwindler
- 1991: Taxi nach Rathenow
- 1995-2001: Heimatgeschichten
- 1995: Polizeiruf 110: 1A Landeier
- 1995: Polizeiruf 110: Roter Kaviar
- 1996: Polizeiruf 110: Kurzer Traum
- 1996: Babuschka (televisiefilm)
- 1997: Polizeiruf 110: Gänseblümchen
- 1997: Forsthaus Falkenau - Überraschungen (televisieserie)
- 1997: Guppies zum Tee
- 1998: Das vergessene Leben
- 1999: Die blauen und die grauen Tage
- 1999: Großstadtrevier - Diamantenfieber (televisieserie)
- 2000: Oh Tannenbaum
- 2000: Tatort: Blaues Blut
- 2001: Die Liebenden vom Alexanderplatz
- 2004: Polizeiruf 110: Mein letzter Wille

## Theater (selectie)
- 1930: Charleys Tante – Stadttheater Zwickau
- 1930: Die Quadratur des Kreises – Stadttheater Zwickau
- 1930: Die Sache, die sich Liebe nennt – Stadttheater Zwickau
- 1931: Minna von Barnhelm – Stadttheater Zwickau
- 1932: Fräulein Frau – Renaissance-Theater Berlijn
- 1932: Tiefstapler – Schauspielhaus Leipzig
- 1932: Diktatur der Frauen – Schauspielhaus Leipzig
- 1932: Rauhnacht – Schauspielhaus Leipzig
- 1933: Frühlingsfee – Schauspielhaus Leipzig
- 1933: Komödie der Irrungen – Schauspielhaus Leipzig
- 1945: Jedermann – St. Johanniskerk Hamburg
- 1946: Tartuffe – Thalia Theater Hamburg
- 1948: Also gut! Lassen wir uns scheiden – Thalia Theater Hamburg
- 1948: Das unterschlug Homer – Thalia Theater Hamburg
- 1948: Seit Adam und Eva – Thalia Theater Hamburg
- 1948: Der Hauptmann von Köpenick – Thalia Theater Hamburg
- 1949: Ich brauche dich – Thalia Theater Hamburg
- 1950: Madame Sans-Géne – Thalia Theater Hamburg
- 1951: Mein Freund Harvey – Thalia Theater Hamburg
- 1952: Die tätowierte Rose – Thalia Theater Hamburg
- 1952: Lady Windermeres Fächer – Thalia Theater Hamburg
- 1953: Die Stützen der Gesellschaft – Thalia Theater Hamburg
- 1953: Bärenhäuter – Thalia Theater Hamburg
- 1954: Picnic – Thalia Theater Hamburg
- 1954: Ulla Winblad – Thalia Theater Hamburg
- 1954: Meine beste Freundin – Thalia Theater Hamburg
- 1955: Meine beste Freundin – Komödie am Kurfürstendamm Berlijn
- 1955: Die Heiratsvermittlerin – Schauspiel Essen
- 1955: Die Heiratsvermittlerin – Thalia Theater Hamburg
- 1956: Ein Mann für Jenny – Komödie am Kurfürstendamm Berlijn
- 1957: Die Hose, Ein Mann für Jenny, Ich brauche dich – Zuid-Amerika-tournee (Rio de Janeiro/Buenos Aires/Montevideo/Porto Alegre/São Paulo)
- 1960: Das Fenster zum Flur – Hebbeltheater Berlijn
- 1963: Die Frau im Morgenrock – Hebbeltheater Berlijn
- 1965: Die Ratten – Hebbeltheater Berlijn
- 1966: Wenn der junge ein blüht – Thalia Theater Hamburg
- 1966: Schwester George muß sterben – Berliner Theater
- 1971: Schmetterlinge sind frei – Renaissance-Theater Berlijn
- 1971: Orpheus in der Unterwelt – Staatsopera Hamburg
- 1972: Ehekarussell – Tournee
- 1972: Die liebe Familie – Fritz Rémond Theater Frankfurt am Main
- 1973: Komm zurück kleine Sheba – Tournee
- 1974: Die Hebamme – Theater am Kurfürstendamm Berlijn
- 1976: Harold und Maude – Ernst-Deutsch-Theater Hamburg
- 1979: Wie immer am Donnerstag – Ernst-Deutsch-Theater Hamburg
- 1980: Wassa Schelesnowa – Ernst-Deutsch-Theater Hamburg en Tournee
- 1985–1996: Teures Glück – Tournee en gastoptredens

## Hörspiele (Auswahl)[Bearbeiten | Quelltext bearbeiten]
- 1933: Lampion küsst Mädchen und kleine Birken
- 1945: Carl Zuckmayer: Der Hauptmann von Köpenick – Bewerking en regie: Helmut Käutner
- 1946: Molière: Tartuffe (Dorine) – Regie: Otto Kurth
- 1946: André Birabeau: Mein Sohn, der Herr Minister (acteur) – Regie: Ludwig Cremer
- 1946: Heinrich Spoerl: Der Maulkorb (Paula Pulvermann) – Regie: Ludwig Cremer
- 1947: Paul Osborn: Der Himmel wartet (Demetria Riffle) – Regie: Günther Schnabel
- 1947: George Abbott, John Cecil Holm: Hoppe Hoppe Reiter (Audrey) – Regie: Gustav Burmester
- 1947: Kurt Reiss: Der Hexer. Ein beinahe krimineller Funkakt (gravin De/Dame) – Regie: Kurt Reiss
- 1948: Dylan Thomas: Unter dem Milchwald – Regie: Götz Fritsch, Douglas Cleverdon, Fritz Schröder-Jahn
- 1948: Karel Čapek: Offerte in Jahrhunderten (Luise Denker, zijn vrouw) – Regie: Gustav Burmester
- 1948: Johann Wolfgang von Goethe: Reineke Fuchs (spreekster) – Regie: Ludwig Cremer
- 1948: Arnold Ridley: Der Geisterexpreß – Regie: Fritz Schröder-Jahn
- 1949: Dieter Rohkohl: Das Leben geht weiter (Eschebek) – Regie: Fritz Schröder–Jahn
- 1950: Ernst Schnabel: Ein Tag wie morgen. 1. Februar 1950. Die Summe aus 80.000 Tagebüchern (Penelope) – Redactie en regie: Fritz Schröder–Jahn
- 1950: Ellen Fechner, Jan Petrie: Schlüssel-Komödie (Kitty, Franks bruid) – Regie: Fritz Schröder-Jahn
- 1950: Oscar Wilde: Die tödlichen Sterne. Een komedie voor de radio vrij bewerkt van Oscar Wilde (mevrouw Margit Henrichs) – Regie: Fritz Schröder-Jahn
- 1950: Josef Martin Bauer: Der gerechte Herr Boll (juffrouw Scharf) – Regie: Fritz Schröder-Jahn
- 1951: Günter Eich: Träume (Nachbarin/3. Traum) – Regie: Fritz Schröder-Jahn
- 1951: Herbert Dührkopp: Der Teufel fährt im D-Zug mit (een dame) – Regie: Fritz Schröder-Jahn
- 1951: Herbert Reinecker, Christian Bock: Vater braucht eine Frau (juffrouw Martini) – Regie: Fritz Schröder-Jahn
- 1952: Franz Joseph Pootmann: Pfandschein 1313 (Else Plüsch) – Regie: Hans Rosenhauer
- 1952: Josef Martin Bauer: Der König von Albanien (Zuleima) – Regie: Fritz Schröder–Jahn
- 1952: Josef Martin Bauer: Die Steuererklärung (Alma Pickenpack, diens echtgenote) – Regie: Gustav Burmester
- 1952: Wolfgang Borchert: Draußen vor der Tür (mevrouw Kramer) – Regie: Ludwig Cremer
- 1953: Margarethe Herold: Das Gericht zieht sich zur Beratung zurück (aflevering: Der schöne Erasmus) (Juleika) – Regie: Gerd Fricke
- 1953: Nikolaj Gogol: Die Brautschau (Arina Pantelejmonowna) – Regie: Jöns Andersson
- 1953: Günter Eich: Die Mädchen aus Viterbo (mevrouw Winter) – Regie: Fritz Schröder-Jahn
- 1953: Marcel Pagnol: Zum goldenen Anker (3 delen) (Honorine) – Regie: Gustav Burmester
- 1953: Truman Capote, Friedrich Forster: Die Grasharfe (Catherine) – Regie: Fritz Schröder-Jahn
- 1954: Fred von Hoerschelmann: Ich höre Namen (juffrouw Irmgard) – Regie: Fritz Schröder-Jahn
- 1954: Dylan Thomas: Unter dem Milchwald (Mrs. Dai Brot II) – Regie: Fritz Schröder-Jahn
- 1954: Joachim Friedrich Meyer: Beschlossen im Familienrat. Groteske (Frieda) – Regie: Gerda von Uslar
- 1955: Heinrich Böll: Anita und das Existenzminimum – Regie: Fritz Schröder-Jahn (NWDR 1955)
- 1955: Günter Eich: Träume (gewijzigde versie) (Nachbarin/3. Traum) – Regie: Fritz Schröder-Jahn
- 1955: Joachim Friedrich Meyer: Die gestohlene Muse. Groteske – Regie: Gerda von Uslar
- 1955: Peter Alten: Ungelöste Rätsel der Geschichte: Die Madame Bovary vom Montparnasse – Regie: Gerda von Uslar
- 1955: Günter Eich: Zinngeschrei (senorita Pardo) – Regie: Gustav Burmester
- voor 1956: Kurt Reiss: Hörspiele der Zeit (1): Das Ei der Columba (Pünktchen) – Regie: Kurt Reiss
- 1956: Georges Simenon: 1e deel: Stadt im Nebel (Der Passagier vom 1. November) (mevrouw Rinquet) – Regie: Fritz Schröder-Jahn
- 1956: Gilbert Keith Chesterton: Der Marquis von Marne (lady Outram) – Regie: Ludwig Cremer
- 1957: Fred von Hoerschelmann: Die verschlossene Tür (juffrouw Zwielich) – Regie: Ludwig Cremer
- 1958: Christoph Martin Wieland: Der Prozeß um des Esels Schatten (Peleias) – Bewerking: Friedrich Dürrenmatt; Regie: Ludwig Cremer
- 1958: Heinz–Günter Deiters: Ein Blinder geht durch die Stadt – Regie: Kurt Reiss
- 1958: Kurt Heynicke: Das neue und das alte Leben (Ehrets moeder) – Regie: Kurt Reiss
- 1959: Adolph L’Arronge: Seinerzeit ausverkauft: Hasemanns Töchter (Albertine Hasemann, zijn vrouw) – Regie: Heinz-Günter Stamm
- 1959: Victorien Sardou: Seinerzeit ausverkauft: Madame Sans-Gêne. Een blijspel (Cathérine, Madame Sans-Gêne) – Regie: Heinz-Günter Stamm
- 1960: Paul Mommertz: Wo ist Ruth? (miss Chandler, secretaresse) – Regie: Gerlach Fiedler
- 1960: Joachim Jomeyer: Die Jagd nach dem Täter: Gift (Cynthia Doran) – Regie: S. O. Wagner
- 1961: Günther Bibo, Emil Rameau: Seinerzeit ausverkauft: Die göttliche Jette. Klucht met muziek (Leopoldine, Jette's moeder) – Regie: Heinz-Günter Stamm
- 1961: Walter Kolbenhoff: Die Jagd nach dem Täter: Die Gitarre (Dusolina) – Regie: S. O. Wagner
- 1961: Curth Flatow, Horst Pillau: Das Fenster zum Flur. Volksstuk (Anni Wiesner, zijn vrouw) – Regie: Niet opgegeven
- 1962: Paul Lothar Seifert: Die Jagd nach dem Täter: Buchprüfer Paul Freitag (Anna Sprengel, strijkster) – Regie: S. O. Wagner
- 1963: Inge Rudolph: Der fidele Gottesacker (mevrouw Dorn) – Regie: Günter Siebert
- 1965: Paula Busch: Die Wasserminna (5 delen) (Wilhelmine, Minna's moeder) – Regie: Otto Düben
- 1965: Edoardo Anton: Tod eines Prachtfinken (mevrouw Boldoni) – Regie: Cläre Schimmel
- 1966: Robert Neumann: Luise (Luise) – Regie: Rolf Hädrich
- 1967: Rino Sanders: Viderallala (Olga) – Regie: Gerlach Fiedler
- 1985: Arnold Wesker: Schatten der Vergangenheit (Mrs. Hawkins) – Regie: Heinz Dieter Köhler
- 1997: Karin Reschke: Kasperle (de moedige) – Regie: Rainer Clute